# Exposé

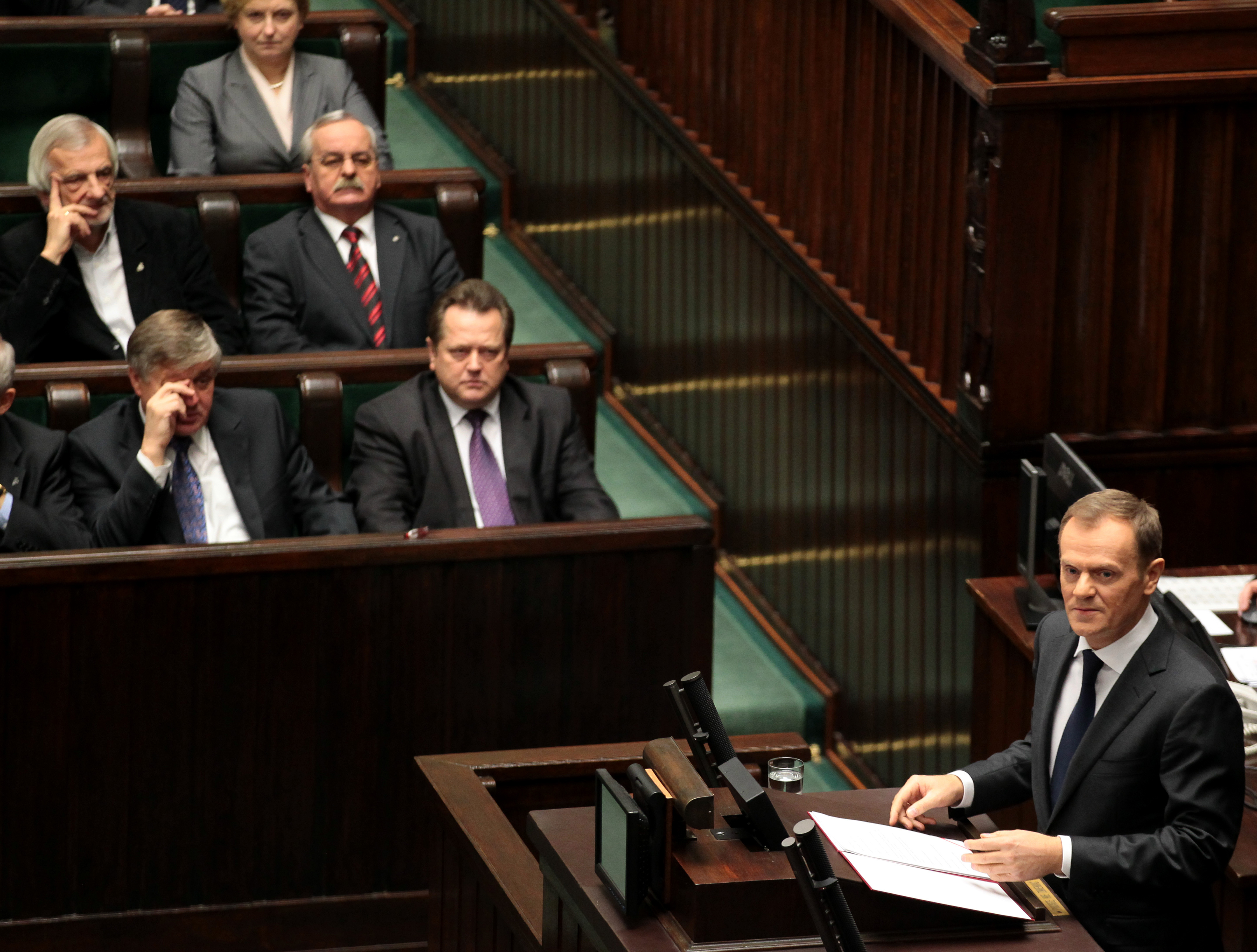
Donald Tusk wygłaszający exposé w Sali Posiedzeń Sejmu, 18 listopada 2011

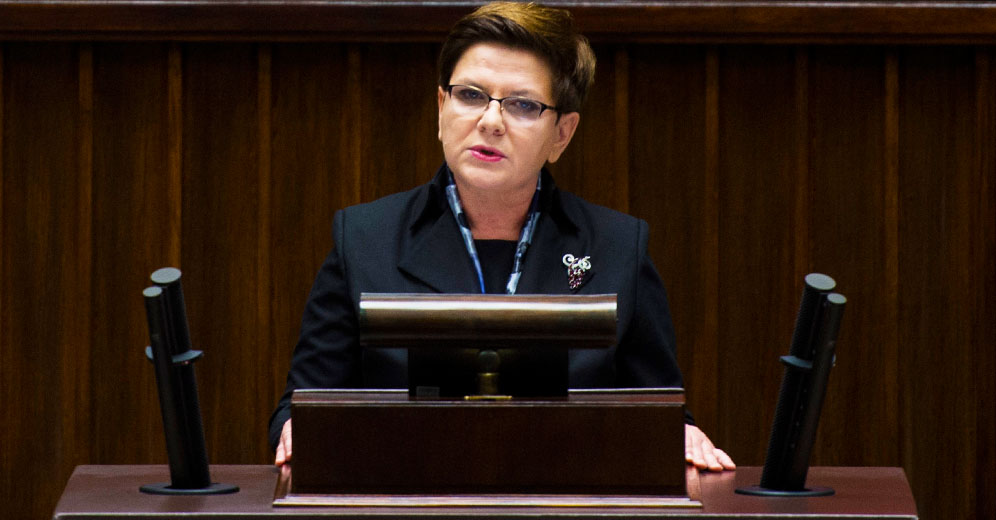
Beata Szydło podczas wygłaszania exposé w Sejmie, 18 listopada 2015

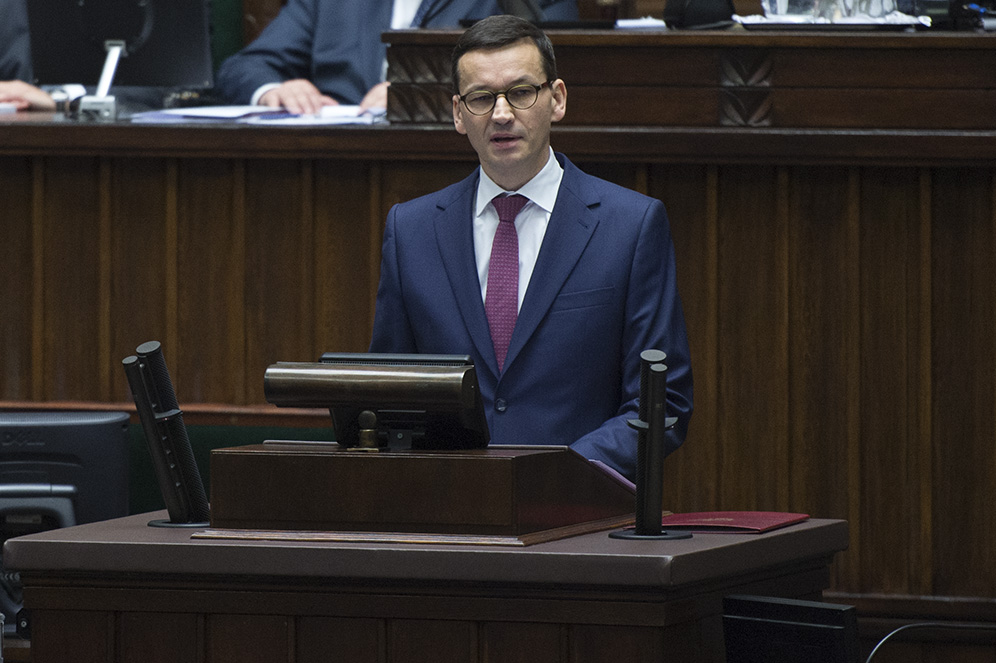
Mateusz Morawiecki podczas wygłaszania exposé w Sejmie, 12 grudnia 2017

Exposé – przemówienie programowe przedstawiane na forum parlamentu (jednej z jego izb).

## Polska
W Polsce – na podstawie Konstytucji z 1997 roku – Prezes Rady Ministrów obowiązany jest do przedstawienia Sejmowi w ciągu 14 dni od powołania Rady Ministrów programu działania Rady Ministrów wraz z wnioskiem o udzielenie jej wotum zaufania. Po wysłuchaniu exposé Prezesa Rady Ministrów oraz zadaniu pytań przez posłów i udzieleniu na nie odpowiedzi, przeprowadzane jest głosowanie nad wyrażeniem wotum zaufania dla Rady Ministrów. W sytuacji nieudzielenia Radzie Ministrów wotum zaufania Prezes Rady Ministrów podaje gabinet do dymisji, którą przyjmuje Prezydent RP, powierzając jej dalsze pełnienie obowiązków do czasu powołania nowej Rady Ministrów.
Słowem „exposé” określa się także przedstawianą Sejmowi doroczną informację ministra spraw zagranicznych o zadaniach polskiej polityki zagranicznej. Jest ono przedstawiane na podstawie art. 32 ust. 3 Ustawy o działach administracji rządowej. Po wygłoszeniu przez ministra exposé odbywa się dyskusja oraz przeprowadzane jest głosowanie, którego wynik stanowi legitymizację działalności ministra.
Pierwszym tego typu wystąpieniem była wypowiedź ministra Ignacego Jana Paderewskiego z 20 lutego 1919. W okresie II RP wygłoszono 26 exposé (August Zaleski – 14 wystąpień w latach 1926–1932, Józef Beck – 6 w latach 1932–1939, Aleksander Skrzyński – 4 w latach 1922–1923, 1924–1926). Były one przedstawiane bądź wyłącznie na posiedzeniach sejmowych lub senackich komisji spraw zagranicznych, komisji spraw wojskowych i budżetu (ministrowie August Zaleski oraz Józef Beck), bądź i przed komisjami i na posiedzeniach plenarnych Sejmu i Senatu (Konstanty Skirmunt, Aleksander Skrzyński). Przy czym nawet w drugim przypadku nie miały one charakteru deklaracji programowych.
Od 1990 exposé ministra spraw zagranicznych wygłaszane jest na plenarnym posiedzeniu Sejmu (w obecności Prezydenta RP, członków Rady Ministrów i przedstawicieli korpusu dyplomatycznego), najczęściej pod koniec I kwartału albo na początku II kwartału roku (wyjątkiem było wystąpienie Grzegorza Schetyny w listopadzie 2014). Główne tezy z reguły streszczane są także dzień wcześniej na posiedzeniu Komisji Spraw Zagranicznych. Exposé stanowi podsumowanie osiągnięć dyplomacji, wizję zasad mających stanowić fundament życia aksjologicznego w stosunkach międzynarodowych, a także aktualną strategię polityczną dostosowaną do realizacji interesu narodowego oraz polską rację stanu. W III RP pierwszym exposé było przemówienie wygłoszone 26 kwietnia 1990 w Sejmie X kadencji przez Krzysztofa Skubiszewskiego.
Exposé ministrów spraw zagranicznych RP wydano w formie książkowej, w trzech zbiorach: 
- Exposé Ministrów Spraw Zagranicznych 1919-1939, Ministerstwo Spraw Zagranicznych, Warszawa 2011[11],
- Exposé Ministrów Spraw Zagranicznych 1990-2013, Ministerstwo Spraw Zagranicznych, Warszawa 2013[12],
- Exposé ministrów spraw zagranicznych RP 2005–2024 = Polish Foreign Ministers' Policy Adresses in 2005–2024, Ministerstwo Spraw Zagranicznych, Warszawa 2024[13].

## Exposé Premierów III RP
| Lp. | Premier wygłaszający exposé | Data urzędowania | Data exposé          | Czas trwania | Udzielono wotum zaufania |
| --- | --------------------------- | ---------------- | -------------------- | ------------ | ------------------------ |
| 1.  | Tadeusz Mazowiecki          | 1989−1991        | 12 września 1989     | 64 minuty    | TAK                      |
| 2.  | Jan Krzysztof Bielecki      | I–XII 1991       | 5 stycznia 1991      | 47 minut     | TAK                      |
| 3.  | Jan Olszewski               | 1991−1992        | 21 grudnia 1991      | 58 minut     | TAK                      |
| 4.  | Waldemar Pawlak             | VI–VII 1992      | 1 lipca 1992         | 86 minut     | NIE                      |
| 5.  | Hanna Suchocka              | 1992−1993        | 10 lipca 1992        | 30 minut     | TAK                      |
| 6.  | Waldemar Pawlak             | 1993−1995        | 8 listopada 1993     | 65 minut     | TAK                      |
| 7.  | Józef Oleksy                | 1995−1996        | 3 marca 1995         | 41 minut     | TAK                      |
| 8.  | Włodzimierz Cimoszewicz     | 1996−1997        | 14 lutego 1996       | 48 minut     | TAK                      |
| 9.  | Jerzy Buzek                 | 1997−2001        | 10 listopada 1997    | 60 minut     | TAK                      |
| 10. | Leszek Miller               | 2001−2004        | 25 października 2001 | 42 minuty    | TAK                      |
| 11. | Marek Belka                 | 2004−2005        | 14 maja 2004         | 34 minuty    | NIE                      |
| 11. | Marek Belka                 | 2004−2005        | 24 czerwca 2004      | 21 minut     | TAK                      |
| 12. | Kazimierz Marcinkiewicz     | 2005−2006        | 10 listopada 2005    | 65 minut     | TAK                      |
| 13. | Jarosław Kaczyński          | 2006−2007        | 19 lipca 2006        | 82 minuty    | TAK                      |
| 14. | Donald Tusk                 | 2007−2014        | 23 listopada 2007    | 185 minut    | TAK                      |
| 15. | Donald Tusk                 | 2007−2014        | 18 listopada 2011    | 59 minut     | TAK                      |
| 16. | Ewa Kopacz                  | 2014−2015        | 1 października 2014  | 42 minuty    | TAK                      |
| 17. | Beata Szydło                | 2015−2017        | 18 listopada 2015    | 62 minuty    | TAK                      |
| 18. | Mateusz Morawiecki          | 2017−2023        | 12 grudnia 2017      | 70 minut     | TAK                      |
| 19. | Mateusz Morawiecki          | 2017−2023        | 19 listopada 2019    | 75 minut     | TAK                      |
| 20. | Mateusz Morawiecki          | 2017−2023        | 11 grudnia 2023      | 67 minut     | NIE                      |
| 21. | Donald Tusk                 | od 2023          | 12 grudnia 2023      | 124 minuty   | TAK                      |